# 坂口博信
坂口 博信（さかぐち ひろのぶ、1962年11月25日 - ）は、日本のゲームクリエイター、シナリオライター、映画監督。ゲーム制作会社ミストウォーカーCEO。 茨城県日立市出身。『ファイナルファンタジーシリーズ』の生みの親である。

## 来歴

### 生い立ち
1962年、九州出身の両親のもと茨城県日立市に生まれる。
茨城大学教育学部附属中学校、茨城県立水戸第一高等学校を経て、横浜国立大学工学部電子情報工学科へ進学するも中退。
小学生の時はピアノを、中学生の時はフォークギターを嗜み、高校時代はミュージシャンを目指す（当時ゲームは嫌いで触りもしなかった）。
大学ではApple IIで『ウィザードリィ』『ウルティマ』の虜になり、オールBASICのアドベンチャーゲームなどを作っていた。
1983年、大学在学中に徳島県の電気工事会社電友社の東京営業所（神奈川県横浜市）に大学の同級生田中弘道と共にアルバイトとして入社。ソフトウェア制作部門“スクウェア”のスタッフとなる。その後、取締役企画・開発部長に就任する。

### スクウェアにて
PCソフトやファミコンソフトを制作していたが振るわず、市場からの撤退や大学への復学を考えていた時期に最後の望みを託して坂口が制作したのが、『ファイナルファンタジー』である。このソフトの大ヒットの結果、ゲームと映画の垣根を取り払うスクウェアは大手ゲーム開発会社へと成長していった。
『ファイナルファンタジーIII』制作時、実家が火災に遭い母親を亡くしたこと、『週刊少年ジャンプ』編集者の鳥嶋和彦に「なぜ『FF』はダメなのか」を説教されたことをきっかけに、物語を重視するようになった。
長年スクウェアの開発トップとして『FF』シリーズ、『クロノ・トリガー』などの制作を主導した。人材の育成やスカウトでも手腕を発揮し、タイトルラインナップや作品クオリティが強化された同社は1990年代“RPGの牙城”として黄金時代を築くことになる。
当時の『FF』チームは体育会系のノリであり、新人がこのチームに入ると「みんなで甲子園をめざしているような気分になる」と話すことから、熱気・パワーがゲームの中に入っていたと答えていた。また、仕様書・企画書を書かず、坂口自身は古いやり方を壊すのが好きだった。
2001年、スクウェアの同年3月期決算が創業以来初めての赤字、また店頭公開以来初めての無配転落になる見通しとなったため、責任を取って代表取締役会長らと共に副社長を辞任。以後同社とは専属契約のエグゼクティブプロデューサーとして関わるようになった。
監督を務めた映画『ファイナルファンタジー』は人物を含む全てをリアルな3DCGで描いた異例の映画として話題を呼び、国内のみならず全米でも公開されたが興行的には厳しい結果となった。映画を作ろうと思い立ったきっかけはCG技術におけるハリウッドとの力の差だった。国内最高のCGスタッフを集めて作られた『ファイナルファンタジーVII』だったが、同年公開された『ロスト・ワールド/ジュラシック・パーク』を見て、レベルの差を痛感。ハリウッドのCG技術に追いつくには彼らと一緒に仕事をするのが一番と考え、日本とアメリカの間に位置するハワイにスタジオを設立。両国からスタッフを集め、映画制作に乗り出したのである。

### ミストウォーカー設立
2004年、ゲーム制作会社ミストウォーカーを設立。
Xbox 360用ソフト『ブルードラゴン』、『ロストオデッセイ』、Wii用ソフト『ラストストーリー』などを制作した。
Xbox 360用ソフトとして発売が予定されていたアクションRPG『クライオン』は開発中止となった。
スマートフォン、PC向けRPG『テラバトル』ではダウンロード数に応じて著名なアーティストの参加やゲーム内の新モードの追加、グッズ制作が開始される“ダウンロードスターター”という仕組みを設けていた。2015年4月30日、200万ダウンロードを達成し、コンシューマー版の開発が行われることになった。
『テラバトル』運営中にニコニコ生放送やYouTubeで“生主”としても活動していた。単にゲームをプレイするだけにとどまらず、何らかの形で発表したいというユーザーが増えている現在、ネットによる配信にはまだ見ぬ可能性があると感じているとのこと。
ハワイ在住。日本とハワイを行き来して制作を行っている。

## 略歴
- 1983年 - 横浜国立大学在学中にアルバイトとして電友社に入社。ソフトウェア制作部門“スクウェア”のスタッフとなる。
- 1984年 - 初作品『デス・トラップ』発売（スクウェアの初作品でもある）。
- 1986年 - 電友社スクウェアが株式会社スクウェアとして独立。取締役企画・開発部長に就任。
- 1987年 - 『ファイナルファンタジー』発売。
- 1988年 - 『ファイナルファンタジーII』発売。
- 1990年 - 『ファイナルファンタジーIII』発売。
- 1991年 - 『ファイナルファンタジーIV』発売。代表取締役副社長に就任。
- 1992年 - 『ファイナルファンタジーV』発売。
- 1994年 - 『ファイナルファンタジーVI』発売。
- 1995年 - 『クロノ・トリガー』発売。Square L.A., Inc.（後にSquare USA, Inc.）設立。取締役社長を兼任。
- 1997年 - 『ファイナルファンタジーVII』発売。『ファイナルファンタジータクティクス』発売。ホノルルスタジオ設置。以後現地でゲームや映画の制作を行う。
- 1998年 - 『パラサイト・イヴ』発売。
- 1999年 - 『ファイナルファンタジーVIII』発売。
- 2000年 - 『ファイナルファンタジーIX』発売。AIASが主催する「Interactive Achievement Awards 2000」にて「Hall of Fame Award（殿堂賞）」を受賞[12]。財団法人マルチメディアコンテンツ振興協会（略称：MMCA）の「マルチメディアグランプリ 2000」にて「MMCA会長賞」を受賞[13][14]。
- 2001年 - 『ファイナルファンタジーX』発売。映画『ファイナルファンタジー』公開。スクウェアを退社。
- 2002年 - 『ファイナルファンタジーXI』サービス開始。
- 2004年 - ミストウォーカー設立。CEOに就任。
- 2006年 - 『ファイナルファンタジーXII』発売。『ブルードラゴン』発売。
- 2007年 - 『ロストオデッセイ』発売。
- 2011年 - 『ラストストーリー』発売。
- 2014年 - 『テラバトル』サービス開始。
- 2015年 - Game Developers Conferenceの「Game Developers Choice Awards 2015」にて「Lifetime Achievement Award（生涯功労賞）」を受賞[15][16][17]。
- 2017年 - CESAが主催するCEDECが実施する「CEDEC AWARDS 2017」にて「特別賞」を受賞[18][19]。
- 2021年 - 『FANTASIAN』配信開始。

## 人物
愛称はヒゲ。子供の頃のあだ名はカッパ（坊ちゃん刈りだったため）。
趣味はサーフィン、カメラ、レゴ、オーディオ、スニーカー、映画鑑賞など。
好きなゲームのジャンルはシミュレーションRPG。弱点をついて敵を倒すのが好き。
柴田亜美がスクウェアのハワイ支社に取材に行った時にパーティーで「前向きにマンガを描くように」と激励した事がある。

## 作品

### ゲーム

#### 電友社在籍時代
- デス・トラップ （1984年）
- ウィル デス・トラップII （1985年）
- クルーズチェイサー ブラスティー （1986年）
- キングスナイト （1986年）

#### スクウェア在籍時代
- とびだせ大作戦 （1987年） - ゲームデザイン
- ハイウェイスター （1987年） - ゲームデザイン、エグゼクティブプロデューサー
- 中山美穂のトキメキハイスクール （1987年） - ゲームデザイン
- ファイナルファンタジー （1987年） - ディレクター
- ファイナルファンタジーII （1988年） - ディレクター
- ファイナルファンタジーIII （1990年） - ディレクター
- ファイナルファンタジーIV （1991年） - ディレクター
- ファイナルファンタジーV （1992年） - ディレクター
- ロマンシング サ・ガ2 （1993年） - 製作（水野哲夫と共同）
- ファイナルファンタジーVI （1994年） - プロデューサー
- FRONT MISSION （1995年） - スーパーバイザー
- クロノ・トリガー （1995年） - スーパーバイザー、エグゼクティブプロデューサー（PS版のみ）
- ロマンシング サ・ガ3 （1995年） - エグゼクティブプロデューサー
- バハムートラグーン （1996年） - スーパーバイザー
- FRONT MISSION SERIES GUN HAZARD （1996年） - スーパーバイザー
- スーパーマリオRPG （1996年） - プロダクションスーパーバイザー
- トバルNo.1 （1996年） - スーパーバイザー
- ファイナルファンタジーVII （1997年） - プロデューサー、シナリオ原案
- トバル2 （1997年） - スーパーバイザー
- ファイナルファンタジータクティクス （1997年） - プロデューサー
- FRONT MISSION2 （1997年） - スーパーバイザー
- チョコボの不思議なダンジョン （1997年） - エグゼクティブプロデューサー
- 双界儀 （1998年） - 監修
- ゼノギアス （1998年） - エグゼクティブプロデューサー
- パラサイト・イヴ （1998年） - プロデューサー、コンセプト
- ブレイヴフェンサー 武蔵伝 （1998年） - エグゼクティブプロデューサー
- チョコボの不思議なダンジョン2 （1998年） - エグゼクティブプロデューサー
- ファイナルファンタジーVIII （1999年） - エグゼクティブプロデューサー
- チョコボレーシング 〜幻界へのロード〜 （1999年） - エグゼクティブプロデューサー
- サガ フロンティア2 （1999年） - エグゼクティブプロデューサー
- 聖剣伝説 LEGEND OF MANA （1999年） - エグゼクティブプロデューサー
- FRONT MISSION3 （1999年） - エグゼクティブプロデューサー
- クロノ・クロス （1999年） - エグゼクティブプロデューサー
- パラサイト・イヴ2 （1999年） - エグゼクティブプロデューサー
- ダイスDEチョコボ （1999年） - エグゼクティブプロデューサー
- ベイグラントストーリー （2000年） - エグゼクティブプロデューサー
- ファイナルファンタジーIX （2000年） - CONCEIVED & PRODUCED
- ファイナルファンタジーX （2001年） - エグゼクティブプロデューサー
- キングダム ハーツ （2002年） - エグゼクティブプロデューサー
- PlayOnline （2002年） - エグゼクティブプロデューサー
- ファイナルファンタジーXI （2002年） - エグゼクティブプロデューサー
- ファイナルファンタジータクティクスアドバンス （2003年） - エグゼクティブプロデューサー
- ファイナルファンタジーX-2 （2003年） - エグゼクティブプロデューサー
- ファイナルファンタジーXII （2006年） - スペシャルサンクス

#### ミストウォーカー在籍時代
- ブルードラゴン （2006年） - 制作総指揮、プロデューサー、シナリオ
- ロストオデッセイ （2007年） - 制作総指揮、プロデューサー、シナリオ
- ASH -ARCHAIC SEALED HEAT- （2007年） - エグゼクティブプロデューサー、シナリオ、ゲームデザイン
- AWAY シャッフルダンジョン （2008年） - シナリオ
- ブルードラゴン プラス （2008年） - 制作総指揮、シナリオ
- ブルードラゴン 異界の巨獣 （2009年） - プロジェクト総監督、制作総指揮、シナリオ
- ラストストーリー （2011年） - ディレクター、シナリオ
- Party Wave （2012年）
- Blade Guardian （2012年）
- テラバトル （2014年） - プロデューサー、シナリオ
- テラバトル2 （2017年） - プロデューサー、シナリオ
- テラウォーズ （2019年）
- FANTASIAN （2021年） - クリエイティブプロデューサー、シナリオ

### 映画
- ファイナルファンタジー （2001年） - 原作、監督、製作

### 作詞
『ブルードラゴン』
- 私の涙（みず）と空
- BAD BUT BAT
- Eternity
- 封印解放
- Happy Birthday

『ロストオデッセイ』
- Eclipse of Time
- 帰ってくる、きっと…
- What You Are
- 亡魂咆哮

『ラストストーリー』
- 翔べるもの

『テラバトル』
- High Sky

『FANTASIAN』
- 死械の果てに
- 神の世界
- 新生よ
- 意味なき流転
- キーナ（運命）

## メディア出演

### ラジオ
- TOKYO M.A.A.D SPIN『ゆう坊＆マシリトのKosoKoso放送局』（2023年12月25日深夜、2024年1月29日深夜、J-WAVE）[23] ※鳥嶋和彦と堀井雄二がホストを務める番組。2024年1月より準レギュラー出演

### CM
- マイクロソフト「Xbox 360 ブルードラゴン」『キャラクターを描く鳥山明』篇（2005年12月） - 鳥山明と共演

## 主な受賞歴

### 個人賞
- 2000年：3rd Annual Interactive Achievement Awards - Hall of Fame Award（殿堂賞）
- 2000年：マルチメディアグランプリ 2000 - MMCA会長賞
- 2015年：15th Annual Game Developers Choice Awards - Lifetime Achievement Award（生涯功労賞）
- 2017年：CEDEC AWARDS 2017 - 特別賞